# Kinross Gold
Kinross Gold Corporation — канадская золотодобывающая компания. Штаб-квартира — в Торонто.

## История
Корпорация Kinross Gold была создана в мае 1993 года объединением трёх канадских золотодобывающих компаний — Plexus Resources Corporation, CMP Resources и 1021105 Ontario Corporation; основные активы корпорации были в США (Неваде) и Канаде. Вскоре в том же году была поглощена ещё одна компания, Falconbridge Gold, с операциями в Канаде и Зимбабве. В 1998 году произошло слияние с американской компанией Amax Gold, основные шахты которой были на Аляске, в России и Чили. В 2003 году была поглощена компания Echo Bay Mines. В 2010 году за 7,1 млрд долларов была куплена канадская компания Red Back Mining, добывавшая золото в западной Африке (Мавритания и Гана). В 2022 году за 1,8 млрд долларов была куплена канадская компания Great Bear Resources. В том же году были проданы операции в России и Гане.

## Деятельность
В 2022 году компанией было добыто около 2 млн унций драгоценных металлов в золотом эквиваленте. Доказанные и возможные запасы на конец 2022 года оценивались в 25,5 млн унций.
Компания добывает драгоценные металлы в США (Fort Knox, Round Mountain, Bald Mountain), Бразилии (Paracatu), Чили (La Coipa) и Мавритании (Tasiast). Также есть проект Great Bear в Канаде на стадии оценки запасов.

### Kinross Gold в России
В России компания принимала участие в разработке месторождения Купол в Чукотском автономном округе. В 2008 году был произведен первый слиток. Ранее Kinross Gold также разрабатывала месторождение Кубака в Северо-Эвенском районе Магаданской области, но в 2008 году продала его компании «Полиметалл».
В 2019 году Kinross приобрела и начала развивать месторождение Чульбаткан в Хабаровском крае за $283 млн.
В июне 2022 года стало известно, что Kinross Gold продала российские активы компании Highland Gold за $340 млн.